# Al-Saan (nahija)
Nahija Al-Saan (ar. ناحية السعن)  je sirijska nahija u okrugu Salamiyah u pokrajini Hama. Po popisu iz 2004. (prije rata), nahija je imala 14.366 stanovnika. Administrativno sjedište je u naselju Al-Saan.